# Belone belone

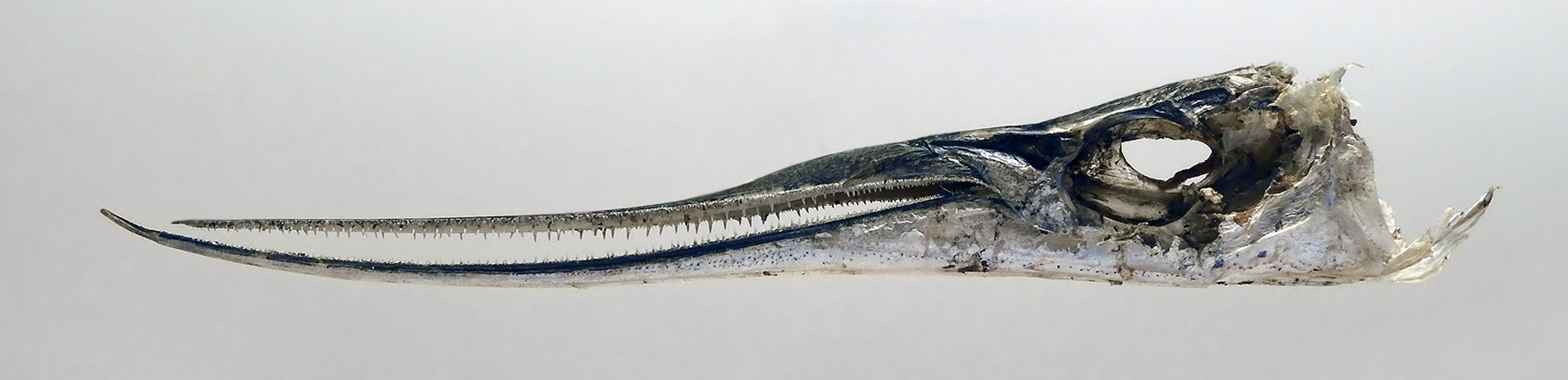
Belone belone.

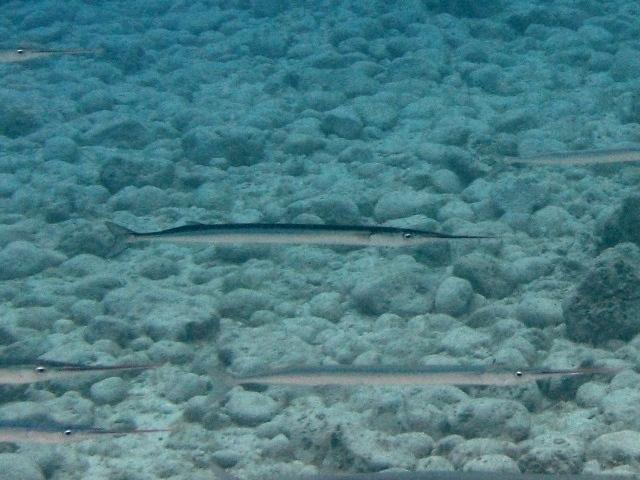
Banco de agujas (B. belone).

La aguja (Belone belone) es una especie de pez beloniforme de la familia Belonidae, distribuida por aguas templadas del océano Atlántico, el Mar Caribe, el Mediterráneo, el mar Negro y el mar del Norte. Otros nombres comunes empleados en algunas regiones son: ahulla, alpabarda, corsito, guya, lanzón o saltón y pez aguja

## Importancia para las personas
Es pescado para su comercialización en los mercados, en los que alcanza un precio alto, pudiendo encontrarse en estos tanto fresco como congelado, para ser preparado preferentemente frito, a la parrilla o al horno. Por su tamaño también es codiciado en la pesca deportiva. Sus espinas tienen un color verdoso inusual (debido a la presencia de biliverdina) lo que desanima a mucha gente a consumirlos, aunque dicho color es inocuo.

## Anatomía
Cuerpo similar al resto de la familia, siendo su longitud máxima normal de unos 45 cm, aunque se han descrito tamaños máximos de hasta 120 cm. No tiene espinas en las aletas, siendo la aleta anal un poco más larga que la dorsal; los dientes de la mandíbula son relativamente grandes y espaciados, con una mandíbula inferior un poco más larga que la superior, muy alargadas ambas en los individuos juveniles.

## Hábitat y biología
Es una especie oceanódromo marina de aguas templadas que vive cerca de la superficie, con patrones de migración similares a los del arenque. Se alimentan de pequeños peces, especialmente de boquerones; pueden dar  grandes saltos fuera del agua cuando se ven acosados.

## Subespecies
Se consideran tres subespecies distintas dentro de esta especie:
- Belone belone acus (Risso, 1827)
- Belone belone belone (Linnaeus, 1761)
- Belone belone euxini (Günther, 1866)